# Oratorio del Santissimo Sacramento e Cinque Piaghe
Santissimo Sacramento e delle Cinque Piaghe ou Oratório do Santíssimo Sacramento e das Cinco Chagas é uma igreja de Roma, Itália, localizada no rione Parione, na via dei Baullari. É dedicada ao Santíssimo Sacramento e às Chagas de Cristo.
O oratório é hoje subsidiário de San Lorenzo in Damaso.

## História
A igreja pertence à "Confraria do Santíssimo Sacramento e das Cinco Chagas", fundada pelo papa Júlio II no início do século XVI e patrocinada por uma generosa doação da nobre espanhola Teresa Enriquez. Em 1611, a Confraria contratou o arquiteto Giulio Rainaldo pra construir a capela em frente da porta de San Lorenzo in Damaso. Em 1617, começou a construção de um oratório, cuja fachada originalmente ficava na Piazza dell'Aquila. Em 1863, depois da reforma realizada por Luigi Tedeschi, a fachada foi alterada para a via dei Baullari.
A fachada tinha, acima do tímpano, um ático com estátuas de quatro anjos e uma janela ao centro com decoração dos lados.

## Galeria

Imagens da igreja
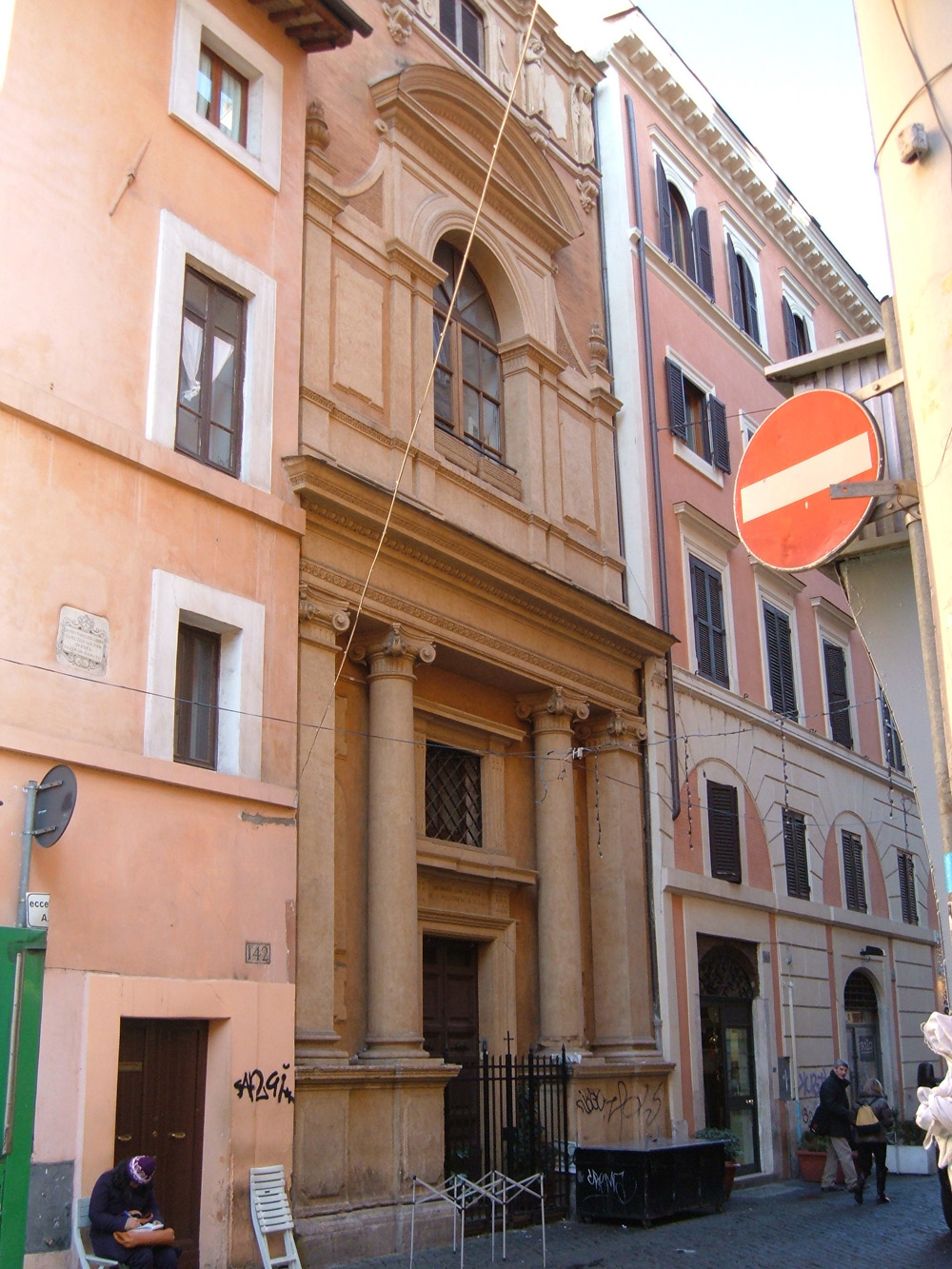
Vista da igreja.
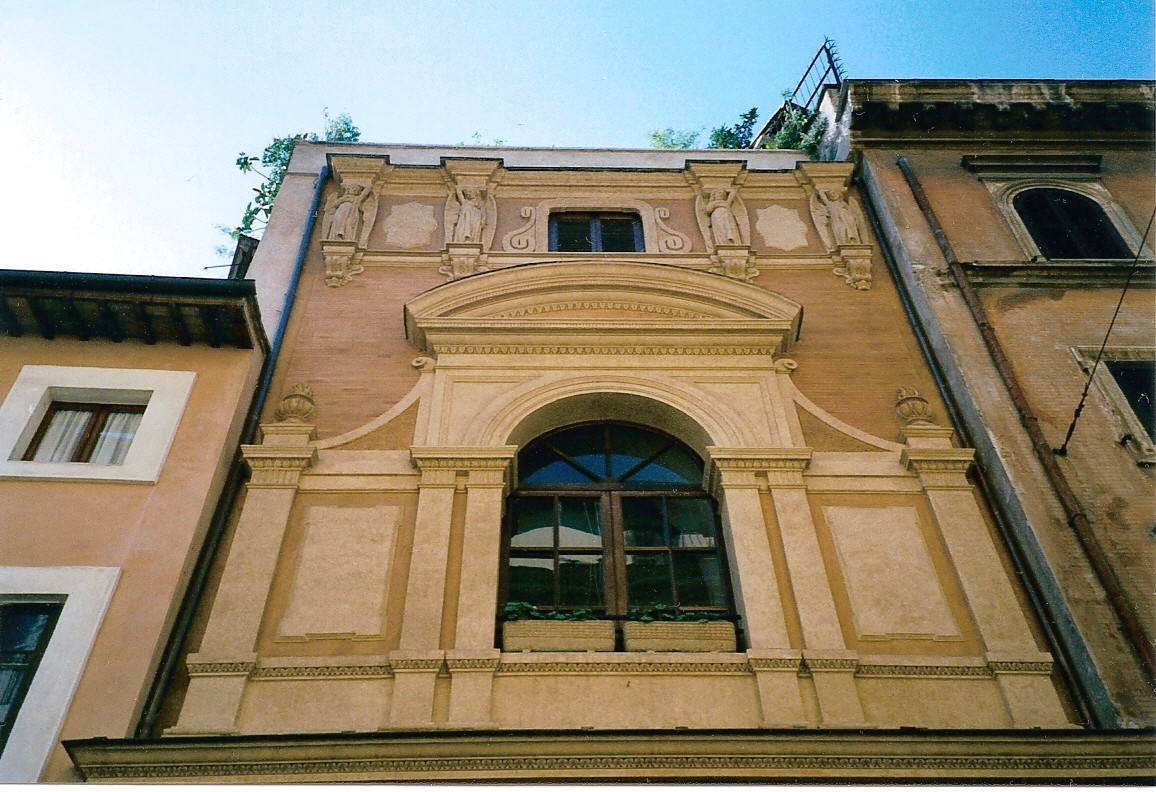
Detalhe da fachada.